# Peugeot Speedfight
Peugeot Speedfight – seria jednośladów firmy Peugeot, której premiera nastąpiła w 1997 roku modelem o nazwie "Peugeot Speedfight". W roku 2000 pojawił się model "Peugeot Speedfight 2", dostępny w wersji AC (chłodzony powietrzem) lub LC (chłodzony cieczą). Pod koniec 2008 roku pojawiła się kolejna wersja – "Peugeot Speedfight 3".a w roku 2016 na rynku pojawiła się wersja Peugeot Speedfight 4 .

## Silnik
- Typ: dwusuwowy, chłodzony cieczą lub powietrzem, jednocylindrowy
- Pojemność skokowa: 49 cm³
- Moc max: 3,6 kW (4,9 KM) przy 6800 obr./min
- Moment obrotowy: 5,5 Nm przy 6200 obr./min
- Smarowanie: mieszankowe dozownikiem oleju
- Akumulator: 12 V 4 Ah

## Przeniesienie napędu
- Przekładnia bezstopniowa, pasek klinowy, sprzęgło odśrodkowe
- Rama podwójna z rur stalowych
- Zawieszenie przednie: pojedynczy wahacz pchany o skoku 65 mm
- Zawieszenie tylne: wahacz jednoramienny
- Hamulce: przedni i tylny tarczowy o średnicy 180 mm
- Ogumienie: przód 120/70/12, tył 130/70/12

## Wymiary i masa
- Długość: 1740 mm
- Szerokość: 700 mm
- Wysokość: 1140 mm
- Masa bez płynów: 92 kg
- Dopuszczalna ładowność: 171 kg
- Pojemność zbiornika paliwa: 7,2 l

## Dane eksploatacyjne
- Prędkość max: 45/85(po odblokowaniu) km/h w wersji AC; LC: 45/95 (po odblokowaniu) km/h
- Przyspieszenie: 0-30 km/h: 4,5 s, 0-50: 7,7 s, 0-70: 14,7 s
- Zużycie paliwa: 3,4 l/100 km